# Домінуюча культура
Домінуюча культура ― це культурна практика, яка є домінуючою в межах певного політичного, соціального чи економічного утворення, в якому присутня безліч культур. Це може стосуватися мови, релігії, соціальних цінностей та/або соціальних звичаїв. Ці особливості часто є нормою для всього суспільства. Це досягається домінантним прийняттям більшості населення та має значну присутність у закладах, що стосуються комунікації, освіти, художнього самовираження, права, політики та бізнесу. Поняття «домінуюча культура», як правило, використовується в академічному дискурсі в таких галузях, як соціологія, антропологія та культурологія. 
У суспільстві культура встановлюється і керується людьми, які мають найбільшу владу (гегемонію). У культурі група людей, які мають здатність утримувати владу над соціальними інститутами та впливати на інші переконання та дії суспільства, вважається домінантною. Культура, яка є домінуючою в межах певного геополітичного утворення, може змінюватися з часом у відповідь на внутрішні або зовнішні фактори, але вона, як правило, є дуже стійкою і здатною ефективно відтворюватися з покоління в покоління. У полікультурному суспільстві різні культури шанують і поважають однаково. Домінуючу культуру можна просувати навмисно та шляхом придушення культур меншин або субкультур.

## Приклад

### Індіанські дослідження
У Сполучених Штатах часто розрізняють культуру корінного населення корінних американців та домінуючу культуру, яку можна охарактеризувати як «WASP» (Білі англосаксонські протестанти) ― «білий», «англо», «середній клас» тощо. Деякі корінні американці вважаються частиною культури власного племені, громади чи сім’ї, водночас беручи участь у пануючій культурі Америки в цілому. Також кажуть, що етнічні групи побутують у Сполучених Штатах у зв’язку з домінуючою культурою, яка зазвичай розглядається як англомовна, європейського походження та протестантської християнської віри. Американці азійського походження, євреї, афроамериканці, латиноамериканці та глухі серед інших, вважаються такими, що стоять перед вибором протистояти, протистояти їм, асимілюватися, окультурювати (тобто існувати поряд) або іншим чином реагувати на домінуючу культуру.